# Huralagere, Malur
Huralagere là một làng thuộc tehsil Malur, huyện Kolar, bang Karnataka, Ấn Độ.